# Liste australischer Metalbands
Die Liste australischer Metalbands zählt namhafte australische Musikgruppen aus dem Genre Metal auf. Hard-Rock-Bands werden nur in die Liste aufgenommen, insofern sie auch Metal spielen. Zur Aufnahme in die Liste muss Wikipediarelevanz vorhanden sein.

## #
| Name | Gründung | Auflösung | Herkunft  | Genre(s)                   | Anmerkungen |
| ---- | -------- | --------- | --------- | -------------------------- | ----------- |
| 4Arm | 2004     |           | Melbourne | Thrash Metal, Groove Metal |             |

## A
| Name            | Gründung   | Auflösung | Herkunft             | Genre(s)                                                            | Anmerkungen                            |
| --------------- | ---------- | --------- | -------------------- | ------------------------------------------------------------------- | -------------------------------------- |
| A Secret Death  | 2003       |           | Gold Coast           | Hardcore Punk, Metalcore                                            |                                        |
| Abominator      | 1994       |           | Melbourne            | Death Metal, Black Metal, Thrash Metal                              |                                        |
| Abramelin       | 1988       | 2002      | Melbourne            | Death Metal                                                         | als Acheron gegründet                  |
| Abyssic Hate    | 1993       |           |                      | Depressive Black Metal                                              |                                        |
| Abyssmal Sorrow | 2006       | 2010      |                      | Depressive Black Metal, Funeral Doom                                |                                        |
| Addictive       | 1988       | 1996      | Sydney               | Thrash Metal                                                        |                                        |
| Agatus          | 1991       |           | Athen (Griechenland) | Dark Metal                                                          | ursprünglich aus Griechenland stammend |
| Airbourne       | 2001       |           | Warnambool           | Hard Rock, Heavy Metal                                              |                                        |
| Alarum          | 1992       |           | Melbourne            | Progressive Metal, Technical Death Metal, Jazz Fusion, Thrash Metal |                                        |
| Alchemist       | 1987       | 2010      | Canberra             | Death Metal, Progressive Metal                                      |                                        |
| Allegiance      | 1990       | 1997      | Perth                | Thrash Metal                                                        |                                        |
| Altars          | 2005       |           | Adelaide             | Death Metal                                                         |                                        |
| The Amenta      | 2003       |           | Sydney               | Death Metal, Industrial Metal                                       |                                        |
| Anarion         | 1999       |           | Melbourne            | Power Metal                                                         |                                        |
| Anatomy         | 1989, 2015 | 2000      | Melbourne            | Black Metal, Death                                                  |                                        |
| Angelspit       | 2004       |           |                      | Alternative Metal, Crossover, Techno, Electronica                   |                                        |
| Arcane          | 2004       | 2015      | Brisbane             | Progressive Metal                                                   |                                        |
| Armoured Angel  | 1982       | 1999      | Canberra             | Death Metal, Thrash Metal                                           | als Metal Asylum gegründet             |
| Assaulter       | 2005       | 2012      | Sydney               | Thrash Metal                                                        |                                        |
| Atomizer        | 1998       | 2008      | Melbourne            | Black Metal, Thrash Metal                                           |                                        |
| Aversions Crown | 2010       |           | Brisbane             | Deathcore                                                           |                                        |
| Avrigus         | 2001       |           | Sydney               | Atmospheric Doom, Gothic Metal                                      |                                        |

## B
| Name                       | Gründung   | Auflösung | Herkunft  | Genre(s)                                                                 | Anmerkungen                      |
| -------------------------- | ---------- | --------- | --------- | ------------------------------------------------------------------------ | -------------------------------- |
| Baltak                     | 1994       |           |           | Extreme Metal                                                            |                                  |
| Bastardizer                | 2013       |           | Sydney    | Black Metal, Thrash Metal                                                |                                  |
| Be’Lakor                   | 2004       |           | Melbourne | Melodic Death Metal, Progressive Metal                                   |                                  |
| The Berzerker              | 1995, 2020 | 2010      | Melbourne | Grindcore, Death Metal, Industrial Metal                                 |                                  |
| Bestial Warlust            | 1990       | 1997      |           | Black Metal                                                              | als Corpse Molestation gegründet |
| Beyond Terror Beyond Grace | 2004       |           |           | Grindcore                                                                |                                  |
| Black Jesus                | 2008       |           | Melbourne | Death Metal                                                              |                                  |
| Black Majesty              | 2002       |           | Melbourne | Power Metal                                                              |                                  |
| Blood Duster               | 1991       |           | Melbourne | Grindcore, Death Metal, Rock                                             |                                  |
| Boris the Blade            | 2010       |           | Melbourne | Deathcore, Technical Death Metal                                         |                                  |
| Breaking Orbit             | 2009       |           | Sydney    | Progressive Rock, Progressive Metal, Alternative Rock, Alternative Metal | als Nucleus gegründet            |
| Broozer                    | 2010       |           | Melbourne | Sludge                                                                   |                                  |
| Buried in Verona           | 2007       | 2016      | Sydney    | Post-Hardcore, Metalcore                                                 |                                  |

## C
| Name                           | Gründung   | Auflösung | Herkunft        | Genre(s)                             | Anmerkungen                                   |
| ------------------------------ | ---------- | --------- | --------------- | ------------------------------------ | --------------------------------------------- |
| Captain Cleanoff               | 1997       |           | Adelaide        | Grindcore                            |                                               |
| Capture                        | 2010       |           | Sydney          | Metalcore, Post-Hardcore, Trancecore | als Capture the Crown gegründet               |
| Carpe Tenebrum                 | 1997       |           | Oslo (Norwegen) | Extreme Metal                        | in Norwegen gegründet, Gründer ist Australier |
| Cerebral Contortion            | 2007       |           | Newcastle       | Thrash Metal                         |                                               |
| Chalice                        | 1996       | 2007      | Adelaide        | Atmospheric Doom, Gothic Metal       |                                               |
| Charting the Depths of Despair | 2002, 2016 | 2003      | Sydney          | Funeral Doom                         |                                               |
| Circles                        | 2009       |           | Melbourne       | Progressive Metal                    |                                               |
| Coffin Lust                    | 2010       |           | Melbourne       | Death Metal                          |                                               |
| Confession                     | 2008, 2020 | 2016      | Melbourne       | Metalcore                            |                                               |
| Contaminated                   | 2010       |           | Melbourne       | Death Metal                          |                                               |
| Corpseflesh                    | 2005       |           | Mandurah        | Brutal Death Metal, Deathgrind       |                                               |
| Crone                          | 2000       |           |                 | Epic Doom, Doom Metal                |                                               |
| Cross the Lips of Grace        | 2005       | 2010      | Brisbane        | Deathcore, Metalcore                 |                                               |
| Cry Murder                     | 2003       | 2009      | Adelaide        | Metalcore, Melodic Death Metal       |                                               |
| Cryptal Darkness               | 1993       | 2002      | Melbourne       | Grindcore, Death Doom, Gothic Metal  |                                               |

## D
| Name              | Gründung   | Auflösung | Herkunft   | Genre(s)                                        | Anmerkungen               |
| ----------------- | ---------- | --------- | ---------- | ----------------------------------------------- | ------------------------- |
| Damnations Day    | 2005       |           | Geelong    | Power Metal, Progressive Metal                  |                           |
| Dark Order        | 1992       |           | Sydney     | Thrash Metal                                    | als Vanadium gegründet    |
| Dawn Heist        | 2010       |           | Sydney     | Djent, Modern Metal                             |                           |
| Daysend           | 2002       | 2011      | Sydney     | Melodic Death Metal                             |                           |
| Deathfuckingcunt  | 2007       |           | Perth      | Brutal Death Metal, Technical Death Metal       |                           |
| Decrepit Soul     | 2008       |           | Newborough | Black Metal, Death Metal                        |                           |
| Denouncement Pyre | 2003       |           | Melbourne  | Black Metal, Death Metal                        |                           |
| Desecrator        | 2008       |           | Melbourne  | Thrash Metal                                    |                           |
| Deströyer 666     | 1994       |           |            | Thrash Metal, Black Metal                       |                           |
| Devolved          | 1998       |           | Gold Coast | Technical Death Metal                           |                           |
| Die Pigeon Die    | 2005       |           | Melbourne  | Goregrind, Brutal Death Metal                   |                           |
| Disembowelment    | 1989       | 1993      | Melbourne  | Death Doom                                      |                           |
| Disentomb         | 2009       |           | Brisbane   | Brutal Death Metal                              |                           |
| Divine Ascension  | 2007       |           | Melbourne  | Symphonic Metal, Power Metal, Progressive Metal |                           |
| Dreadnaught       | 1992       |           | Melbourne  | Metal, Rock                                     | als Dreadnought gegründet |
| Dreamkillers      | 1991, 2006 | 1998      | Brisbane   | Metalcore                                       |                           |

## E
| Name          | Gründung | Auflösung | Herkunft  | Genre(s)                                         | Anmerkungen |
| ------------- | -------- | --------- | --------- | ------------------------------------------------ | ----------- |
| Elysian Blaze | 2003     |           | Adelaide  | Depressive Black Metal, Funeral Doom             |             |
| Envenomed     | 2005     |           | Melbourne | Thrash Metal                                     |             |
| Eskhaton      | 2010     |           | Melbourne | Death Metal, Black Metal, Brutal Death Metal     |             |
| Estrangement  | 2010     |           | Sidney    | Funeral Doom, Neoklassik                         |             |
| Eternal Rest  | ca. 2009 |           | Toowoomba | Death Metal                                      |             |
| Eyefear       | 1994     |           | Melbourne | Progressive Metal, Power Metal                   |             |
| Exitium Sui   | 2020     |           | Perth     | Depressive Black Metal, Death Doom, Funeral Doom |             |

## F
| Name                   | Gründung | Auflösung | Herkunft   | Genre(s)                                             | Anmerkungen |
| ---------------------- | -------- | --------- | ---------- | ---------------------------------------------------- | ----------- |
| Feed Her to the Sharks | 2010     |           | Melbourne  | Metalcore                                            |             |
| For All Eternity       | 2008     |           | Sydney     | Christlicher Metal, Modern Metal, Metalcore          |             |
| Fracture               | 2007     |           | Melbourne  | Power Metal, Progressive Metal                       |             |
| Frankenbok             | 1997     |           | Melbourne  | Groove Metal, Alternative Metal, Nu Metal, Metalcore |             |
| Fuck…I’m Dead          | 2000     |           | Melbourne  | Deathgrind                                           |             |
| Funeral Mourning       | 2005     | 2016      | Wollongong | Depressive Black Metal, Funeral Doom                 |             |

## G
| Name                | Gründung   | Auflösung | Herkunft  | Genre(s)                             | Anmerkungen |
| ------------------- | ---------- | --------- | --------- | ------------------------------------ | ----------- |
| Gape                | 2011       |           | Hobart    | Brutal Death Metal, Slam Death Metal |             |
| Gorefield           | 2011       |           | Brisbane  | Thrash Metal                         |             |
| Gospel of the Horns | 1993       |           | Brisbane  | Black Metal, Thrash Metal            |             |
| Grannyfist          | 2003, 2006 | 2004      | Newcastle | Grindcore, Death Metal               |             |
| Grenade             | 1998, 2012 | 2006      | Sydney    | -                                    |             |

## H
| Name                  | Gründung   | Auflösung | Herkunft  | Genre(s)                                            | Anmerkungen           |
| --------------------- | ---------- | --------- | --------- | --------------------------------------------------- | --------------------- |
| Hackxwhore            | 2006, 2013 | 2013      | Ballarat  | Grindcore, Death Metal                              |                       |
| Halo                  | 1997       |           | Melbourne | Industrial Metal, Drone Doom, Sludge                |                       |
| Heaven                | 1980       | 1985      | Sydney    | Hard Rock, Glam Metal                               |                       |
| Hellbringer           | 2007       |           | Canberra  | Thrash Metal, Black Metal                           |                       |
| Hemina                | 2008       |           | Sydney    | Progressive Metal, Power Metal, Melodic Metal       |                       |
| Herratik              | 1998       |           | Sydney    | Thrash Metal, Death Metal                           | als Abortus gegründet |
| Hidden Intent         | 2011       |           | Adelaide  | Thrash Metal, Groove Metal                          |                       |
| Hiroshima Will Burn   | 2005       | 2009      | Melbourne | Technical Death Metal, Deathcore                    |                       |
| Hobbs’ Angel of Death | 1986, 2002 | 1996      | Melbourne | Thrash Metal                                        |                       |
| Horde                 | 1994       |           |           | Unblack Metal                                       |                       |
| House vs Hurricane    | 2006, 2016 | 2013      | Melbourne | Post-Hardcore, Metalcore, Progressive Rock, Ambient |                       |

## I
| Name                    | Gründung   | Auflösung | Herkunft  | Genre(s)                                            | Anmerkungen               |
| ----------------------- | ---------- | --------- | --------- | --------------------------------------------------- | ------------------------- |
| I Killed the Prom Queen | 2000, 2011 | 2008      | Adelaide  | Metalcore                                           |                           |
| Iconic Vivisect         | 2009       |           | Melbourne | Death Metal, Deathgrind                             | als Insurrector gegründet |
| Ignivomous              | 2006       |           | Melbourne | Death Metal                                         |                           |
| Illimitable Dolor       | 2014       |           | Sydney    | Funeral Doom, Death Doom                            |                           |
| In Hearts Wake          | 2006       |           | Byron Bay | Melodic Hardcore, Metalcore, Post-Hardcore          |                           |
| In Malice’s Wake        | 2001       |           | Melbourne | Thrash Metal                                        |                           |
| In the Burial           | 2007       |           | Adelaide  | Symphonic Metal, Death Metal, Technical Death Metal |                           |
| Infested Entrails       | 2009       |           | Orange    | Brutal Death Metal                                  |                           |
| Infinite Defilement     | 2007       |           | Melbourne | Brutal Death Metal, Deathgrind                      |                           |
| Intense Hammer Rage     | 1994       |           | Somerset  |                                                     |                           |
| Inverloch               | 2010       |           | Melbourne | Death Doom                                          |                           |
| Ivan                    | 2015       |           | Melbourne | Death Doom, Funeral Doom, Gothic Metal              |                           |

## J
| Name                   | Gründung | Auflösung | Herkunft | Genre(s)             | Anmerkungen |
| ---------------------- | -------- | --------- | -------- | -------------------- | ----------- |
| Justice for the Damned | 2011     |           | Sydney   | Deathcore, Metalcore |             |

## K
| Name        | Gründung   | Auflösung | Herkunft  | Genre(s)                                                                 | Anmerkungen |
| ----------- | ---------- | --------- | --------- | ------------------------------------------------------------------------ | ----------- |
| Karnivool   | 1997       |           | Perth     | Progressive Rock, Progressive Metal, Alternative Rock, Alternative Metal |             |
| The Kill    | 2000, 2008 | 2003      | Melbourne | Grindcore                                                                |             |
| King Parrot | 2010       |           | Melbourne | Grindcore, Sludge, Hardcore Punk                                         |             |

## L
| Name               | Gründung | Auflösung | Herkunft | Genre(s)                                       | Anmerkungen |
| ------------------ | -------- | --------- | -------- | ---------------------------------------------- | ----------- |
| Lacerta            | 2005     |           | Hobart   | Progressive Death Metal, Technical Death Metal |             |
| The Levitation Hex | 2010     |           | Canberra | Progressive Metal                              |             |
| Lo!                | 2007     |           | Sydney   | Sludge, Post-Metal                             |             |
| Lustration         | 2008     |           | Brisbane | Black Metal, Thrash Metal                      |             |
| Lycanthia          | 1996     | 2018      | Sydney   | Gothic Metal                                   |             |

## M
| Name                  | Gründung   | Auflösung  | Herkunft      | Genre(s)                                                                                 | Anmerkungen              |
| --------------------- | ---------- | ---------- | ------------- | ---------------------------------------------------------------------------------------- | ------------------------ |
| Make Them Suffer      | 2008       |            | Perth         | Deathcore, Metalcore, Symphonic Metal, Progressive Metal                                 |                          |
| The Maledict          | 2012       |            | Mildura       | Death Metal, Death Doom, Gothic Metal                                                    |                          |
| Malichor              | 2007       |            | Melbourne     | Black Metal, Thrash Metal                                                                | als Myth gegründet       |
| Martire               | 1986       |            | Adelaide      | Death Metal, Thrash Metal, Black Metal                                                   |                          |
| Martyrs Shrine        | 1995       | ca. 2007   | Melbourne     | Death Metal, Thrash Metal, Christlicher Metal                                            | als Sybergrind gegründet |
| Mekigah               | 2008       |            | Melbourne     | Atmospheric Doom, Symphonic Metal, Dark Rock, Death Doom, Extreme Metal, Post-Industrial |                          |
| Mephistopheles        | 2004       |            | Hobart        | Technical Death Metal                                                                    |                          |
| Mesarthim             | 2015       |            |               | Atmospheric Black Metal                                                                  |                          |
| Meshiaak              | 2014       |            | Melbourne     | Thrash Metal                                                                             |                          |
| Metanoia              | 1990       | 2000       | Townsville    | Christlicher Metal, Death Metal                                                          |                          |
| Midnight Odyssey      | 2007       |            |               | Black Metal, Ambient                                                                     |                          |
| Mindsnare             | 1993       |            | Melbourne     | Crossover, Thrash Metal, Hardcore Punk                                                   | als Mad Circle gegründet |
| Misery                | 1991       | 2005       | Brisbane      | Death Metal                                                                              |                          |
| Morbid Curse          | 2011       |            | Adelaide      | Death Metal                                                                              |                          |
| Mortal Sin            | 1985, 1996 | 1991, 2012 |               | Thrash Metal                                                                             |                          |
| Mortality             | 1992, 2006 | 1997, 2006 | Kings Langley | Death Metal, Groove Metal, Thrash Metal                                                  |                          |
| Mortification         | 1990       |            |               | Death Metal, Thrash Metal, Power Metal                                                   |                          |
| Mournful Congregation | 1993       |            | Adelaide      | Funeral Doom                                                                             |                          |
| Murkrat               | 2006       |            |               | Funeral Doom, Gothic Metal                                                               |                          |

## N
| Name                 | Gründung | Auflösung | Herkunft   | Genre(s)                                   | Anmerkungen |
| -------------------- | -------- | --------- | ---------- | ------------------------------------------ | ----------- |
| Neophobia            | 1992     | 1997      | Sydney     | Thrash Metal, Power Metal, Groove Metal    |             |
| New Blood            | 2005     |           | Wollongong | Brutal Death Metal, Deathgrind             |             |
| A Night in Texas     | 2010     |           | Cairns     | Deathcore                                  |             |
| The Nihilistic Front | 2005     |           | Melbourne  | Death Doom, Industrial Metal, Funeral Doom |             |
| Nocturnal Graves     | 2004     | 2010      | Bendigo    | Death Metal, Thrash Metal, Black Metal     |             |
| Northlane            | 2009     |           | Sydney     | Hardcore Punk, Metalcore, Mathcore, Djent  |             |

## O
| Name            | Gründung | Auflösung | Herkunft  | Genre(s)                           | Anmerkungen |
| --------------- | -------- | --------- | --------- | ---------------------------------- | ----------- |
| Ocean Grove     | 2010     |           | Melbourne | Nu Metal, Metalcore, Hardcore Punk |             |
| One Step Beyond | 1997     |           | Adelaide  | Experimental Metal, Death Metal    |             |

## P
| Name            | Gründung   | Auflösung | Herkunft  | Genre(s)                                     | Anmerkungen               |
| --------------- | ---------- | --------- | --------- | -------------------------------------------- | ------------------------- |
| Paramaecium     | 1990       | 2013      | Melbourne | Death Doom, Gothic Metal, Christlicher Metal | Name seit 2006 inExordium |
| Parkway Drive   | 2003       |           | Byron Bay | Metalcore                                    |                           |
| Pathogen        | 1995       | 2011      | Perth     | Melodic Death Metal                          |                           |
| Persecution     | 1987       |           | Seaford   | Speed Metal, Thrash Metal, Death Metal       | als No Remorse gegründet  |
| Picture the End | 2004       | 2009      | Melbourne | Metalcore                                    |                           |
| Pod People      | 1993, 2014 | 2011      | Canberra  | Stoner Rock, Stoner Doom                     |                           |
| Polaris         | 2012       |           | Sydney    | Metalcore, Post-Hardcore, Djent              |                           |
| Psychonaut      | ca. 1999   |           | Perth     | Rock, Metal                                  |                           |
| Psycroptic      | 1999       |           | Hobart    | Technical Death Metal                        |                           |
| Purged          | 1995       |           | Melbourne | Thrash Metal                                 |                           |

## R
| Name               | Gründung   | Auflösung | Herkunft  | Genre(s)                                       | Anmerkungen                                              |
| ------------------ | ---------- | --------- | --------- | ---------------------------------------------- | -------------------------------------------------------- |
| Rampage            | ca. 1985   | ca. 1988  | Melbourne | Thrash Metal                                   |                                                          |
| Randomorder        | 2007       | 2016      | Hobart    | Thrash Metal                                   |                                                          |
| Raven Black Night  | 1999       |           | Adelaide  | Epic Doom, Heavy Metal                         |                                                          |
| Razor of Occam     | 1998       |           |           | Thrash Metal                                   | ursprünglich aus Australien, inzwischen in England tätig |
| The Red Shore      | 2004       | 2011      | Geelong   | Death Metal, Deathcore                         |                                                          |
| Renegade           | 1983       | 1988      | Melbourne | Thrash Metal                                   |                                                          |
| Resist the Thought | 2007, 2018 | 2013      | Sydney    | Deathcore, Metalcore                           |                                                          |
| Rise of Avernus    | 2011       |           | Sydney    | Death Doom, Progressive Metal, Symphonic Metal |                                                          |
| The Ritual Aura    | 2011       |           | Perth     | Technical Death Metal, Progressive Death Metal | als Obscenium gegründet                                  |
| Rok                | 1998       | ca. 2001  | Sydney    | Black Metal, Death Metal, Thrash Metal         |                                                          |
| Rote Mare          | 2005       | 2017      | Adelaide  | Doom Metal                                     |                                                          |

## S
| Name                     | Gründung   | Auflösung | Herkunft   | Genre(s)                                                                                | Anmerkungen                                         |
| ------------------------ | ---------- | --------- | ---------- | --------------------------------------------------------------------------------------- | --------------------------------------------------- |
| Sadistik Exekution       | 1986       | 2004      |            | Death Metal                                                                             |                                                     |
| Scourged Flesh           | 2006       |           | Perth      | Christlicher Metal, Thrash Metal, Death Metal                                           |                                                     |
| Segression               | 1990, 2010 | 2003      | Wollongong | Hard Rock, Sleaze Rock, Death Metal, Thrash Metal, Groove Metal, Nu Metal, Groove Metal |                                                     |
| Seminal Embalmment       | 2005       |           | Adelaide   | Technical Death Metal, Brutal Death Metal                                               | als Five Finger Disintegrator gegründet             |
| Sewercide                | 2011       |           | Melbourne  | Thrash Metal, Death Metal                                                               |                                                     |
| Shackles                 | 2000       | 2009      | Sydney     | Death Metal, Thrash Metal                                                               |                                                     |
| Sick Puppies             | 1997       |           | Sydney     | Alternative Rock, Alternative Metal, Hard Rock, Post-Grunge, Nu Metal                   |                                                     |
| Sienna Skies             | 2006       |           | Sydney     | Metalcore, Post-Hardcore, Trancecore                                                    |                                                     |
| Signal the Firing Squad  | 2007       | 2013      |            | Deathcore, Technical Death Metal                                                        |                                                     |
| Slaughter Lord           | 1985       | 1987      | Sydney     | Thrash Metal, Death Metal                                                               | als Onslaught gegründet, kurzzeitig auch Devastator |
| The Slow Death           | 2007       |           | Springwood | Funeral Doom, Death Doom, Gothic Metal                                                  |                                                     |
| Solemn They Await        | 2008       |           | Perth      | Funeral Doom                                                                            |                                                     |
| Spear of Longinus        | 1993       |           |            | NSBM, Thrash Metal                                                                      |                                                     |
| Stargazer                | 1995       |           | Adelaide   | Progressive Metal, Death Metal, Black Metal, Thrash Metal                               |                                                     |
| State of East London     | 2006       | 2011      | Melbourne  | Technical Death Metal, Deathcore                                                        |                                                     |
| State of Integrity       | 2003       |           | Brisbane   | Thrash Metal, Groove Metal, Death Metal                                                 |                                                     |
| Storm the Sky            | 2010       | 2019      | Melbourne  | Metalcore, Post-Hardcore                                                                |                                                     |
| Subterranean Disposition | 2007       |           | Melbourne  | Melodic Death Doom, Progressive Metal                                                   |                                                     |
| Synthetic Breed          | 1999       |           | Melbourne  | Industrial Metal, Death Metal, Progressive Metal                                        |                                                     |

## T
| Name              | Gründung   | Auflösung | Herkunft     | Genre(s)                                                                                   | Anmerkungen           |
| ----------------- | ---------- | --------- | ------------ | ------------------------------------------------------------------------------------------ | --------------------- |
| Taramis           | 1982       | 1990er    | Melbourne    | Progressive Metal, Power Metal, Thrash Metal                                               | als Prowler gegründet |
| Tempestuous Fall  | 2011       | 2013      | Brisbane     | Funeral Doom                                                                               |                       |
| Teramaze          | 1993, 2008 | 2006      | Melbourne    | Progressive Metal, Christlicher Metal                                                      |                       |
| Thaddaeus         | 2007       |           | Perth        | Atmospheric Doom, Funeral Doom                                                             |                       |
| The Eternal       | 2003       |           | Melbourne    | Progressive Metal, Gothic Metal                                                            |                       |
| ThrOes            | 2003       |           | Hobart       | Extreme Metal                                                                              |                       |
| Thy Art Is Murder | 2006       |           | Sydney       | Deathcore, Death Metal                                                                     |                       |
| Toecutter         | 1991, 2009 | 2000      | Hampton Park | Thrash Metal, Death Metal                                                                  | als Hatred gegründet  |
| Tortured          | 2006       |           | Canberra     | Death Metal                                                                                |                       |
| Truth Corroded    | 1996       |           | Adelaide     | Death Metal, Thrash Metal                                                                  |                       |
| Twelve Foot Ninja | 2007       |           | Melbourne    | Progressive Metal, Progressive Rock, Alternative Metal, Alternative Rock, Dub, Jazz Fusion |                       |
| Tyrus             | 1984       | 1986      | Melbourne    | Hard Rock, Thrash Metal                                                                    |                       |

## U
| Name      | Gründung | Auflösung | Herkunft | Genre(s)                               | Anmerkungen |
| --------- | -------- | --------- | -------- | -------------------------------------- | ----------- |
| Ur Draugr | 2014     |           | Perth    | Extreme Metal, Progressive Death Metal |             |
| Urgrund   | 1998     |           | Brisbane | Black Metal, Thrash Metal              |             |

## V
| Name            | Gründung | Auflösung | Herkunft  | Genre(s)                                  | Anmerkungen |
| --------------- | -------- | --------- | --------- | ----------------------------------------- | ----------- |
| Vanishing Point |          |           |           |                                           |             |
| Vauxdvihl       | 1992     | 2001      | Melbourne | Progressive Metal                         |             |
| Vilifier        | 2007     |           | Brisbane  | Death Metal                               |             |
| Virgin Black    | 1995     |           | Adelaide  | Gothic Metal, Death Doom, Symphonic Metal |             |
| Vomitor         | 1999     |           | Whyalla   | Death Metal, Thrash Metal                 |             |
| Voyager         | 1999     |           | Perth     | Progressive Metal, Power Metal, Djent     |             |

## W
| Name          | Gründung | Auflösung | Herkunft  | Genre(s)                                           | Anmerkungen              |
| ------------- | -------- | --------- | --------- | -------------------------------------------------- | ------------------------ |
| Whitehorse    | 2004     |           | Melbourne | Doom Metal, Sludge                                 |                          |
| Wither        | 2003     |           | Melbourne | Depressive Black Metal, Funeral Doom, Gothic Metal |                          |
| Withoutending | 2001     |           | Melbourne | Progressive Metal, Progressive Rock                | als WithoutEnd gegründet |

## Z
| Name   | Gründung | Auflösung | Herkunft | Genre(s)         | Anmerkungen                                        |
| ------ | -------- | --------- | -------- | ---------------- | -------------------------------------------------- |
| Zemial | 1999     |           |          | Avantgarde Metal | griechische Gruppe, kurzzeitig in Australien tätig |